# Mosódiófa
A mosódiófa vagy szappanfa (Sapindus mukorossi) a szappanfafélék családjába tartozik.  Szubtrópusi növény, Délkelet-Ázsiában terem. A fa 2,5-3 centiméter átmérőjű diótermését, a mosódiót Nepál, Pakisztán, India és Indonézia területén már évszázadok óta használják mosásra.

## Előfordulása
Délkelet-Ázsia, India, Nepál, Pakisztán és Indonézia területén előszeretettel termesztik és használják. A mosódiófának több alfaja létezik, például a Sapindus Trifoliatus, a Sapindus Indicus és a Sapindus Mucorossi. Két előbbi Dél-Indiában elterjedt, míg a Sapindus Mucorossi főként Észak-Indiában, Nepálban és a Himalája vidékén. A Sapindus Trifoliatus és Sapindus Indicus termése kisebb, vékonyabb héjú és ebből adódóan alacsonyabb (8-9%-os) szaponin tartalmú mosódiót terem, míg a Sapindus Mucorossi nagyobb, vastagabb héjú diótermést hoz, amelynek szaponin tartalma is magasabb, (kb. 13-14%). Ebből kifolyólag utóbbi mosási hatásfoka is sokkal jobb.
A Sapindus Mucorossi 200-1500 méteres tengerszint feletti magasságban él, átlagosan évi 150–200 cm³/m² csapadékkal ellátott területeken. Lombkoronájában az ágak egyenesen és srégen nőnek. A fa a 25 méteres magasságot, valamint a 70-90 éves életkort is elérheti. Törzse 3-5 méter kerületű. A fiatal növény törzse puha és szürke színű, az idősebb példányoké pedig sötétszürke és kemény. A levelek keskenyek, körülbelül 20 cm hosszúak. A fa az első diótermést 8-10 éves kor elérése után hozza meg, amely a lombkoronában fürtökben  (10-15 diópár) az ágak végén található. Nyáron, júniusig virágzik, virágai fehér színűek, kétivarúak. Ezután július-augusztusban jelenik meg a diótermés, amely október és a következő év márciusa között válik éretté. (A különböző tengerszint feletti magasságokban eltérő időben.) Az érett diótermés kemény, kerek és sárgás-világosbarna színű. A mosódiófa lúgos, tápanyagokban szegény talajon is nő, nem lombhullató, ezért alkalmas a talajerozió és az elsivatagodás megelőzésére.

## Jellemzői
A mosódióban található hatóanyag a szaponin, mely körülbelül 13-14%-os koncentrációban található meg a dió héjában. Ezt a héjat kell a mosandó ruhák közé helyezni. A szaponin vízzel érintkezve kioldódik a mosódióból, ezért a víz mérsékelten habzani kezd. Úgy hat, mint a szappan. Jelentős tisztítóerővel rendelkezik, jól oldja a hétköznapi szennyeződéseket, emellett a kellemetlen szagokat is kiveszi. Nem roncsolja a textíliák anyagát. Megbízhatóan működik 30-tól 95 C fokos mosási hőmérsékletig.
Környezetbarát, 100%-ban lebomló anyag. Allergiások és a különféle bőrbetegségekben (ekcéma, neurodermitis) szenvedők is használhatják, mert nem okoz bőrirritációt.  Nem tartalmaz foszfátokat és egyéb szintetikus anyagokat.

## Használata
A mosódiófa termését az érést követően rövid időn belül összegyűjtik, majd kiszárítják és egyesével kimagozzák. A száradás következtében a diószemek veszítenek eredeti súlyukból. (A száraz mosódióhéj súlya csak mintegy 16%-a az összegyűjtött diótermésének.) Szortírozás után a teljesen száraz mosódióhéjat a világpiacon értékesítik.
Egy adag ruha mosásához 4-8 fél dióhéj szükséges, melyek 3-4 alkalommal is felhasználhatók, ezért nagyon gazdaságos mosószernek számít. A diókat vászonzsákban a mosógépben a ruhák közé kell tenni. Jó zsíroldó hatásfokkal rendelkezik, ezért képes eltávolítani a hétköznapi szennyeződéseket (ételfoltok, enyhébb zsírfoltok, stb.).  Nem roncsolja a textíliákat és kiveszi a kellemetlen szagokat is. A fehér ruhák mosásakor érdemes fehérítőszert adagolni mellé. Komolyabb foltok esetében mindenképp folttisztítószer használata ajánlott. Lúgossá teszi, tehát lágyítja a vizet, így a ruhák puhábbak is lesznek, lúgossága miatt azonban a 100%-os gyapjú és a hernyóselyem anyagú ruhadarabok mosásához nem ajánlott.
Egyéb felhasználási területei. 
Indiában a mosódió magját előszeretettel használják fel szent rituálékhoz, és védő hatást tulajdonítanak neki.
Az elhullott magokból pedig láncot fűznek, amely szerencsét hoz.
Az indiai, illetve a tibeti gyógyászatban régóta használják különböző betegségek, mint például a migrén és az epilepszia kezelésére is.
A mosódióból készülhet főzet, koncentrátum, vagy őrlemény. Ezeket manapság egyre sokoldalúbban hasznosítják háztartási biotisztítószerek (pl. felmosószer, mosogatószer, WC tisztító) és biokozmetikumok (pl. sampon, tusfürdő) alapanyagaként. A folyékony mosódió szintén praktikus és környezetbarát mosószernek számít. A mosódióhéj Magyarországon bioboltokban kapható. A mosódióból készített főzet használható akár háziállat bundájának mosására, vagy szobanövények levéltetveinek eltávolítására.

## Galéria

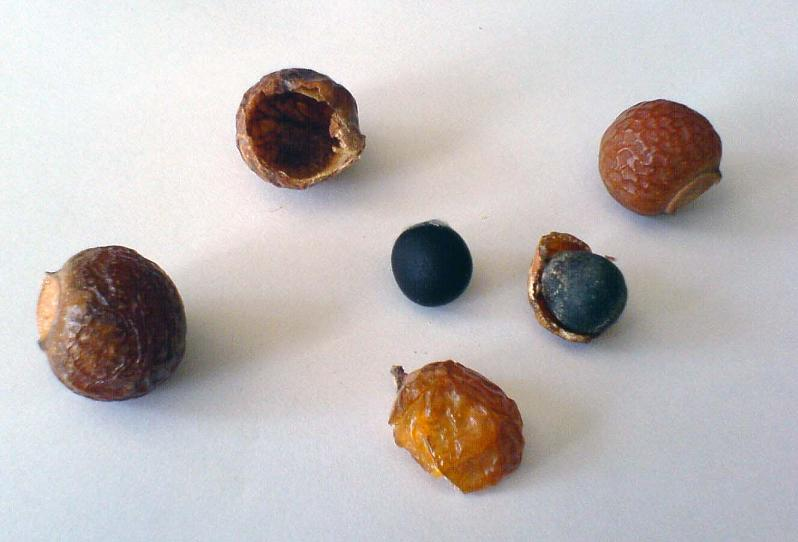
A szappanfa termése a mosódió
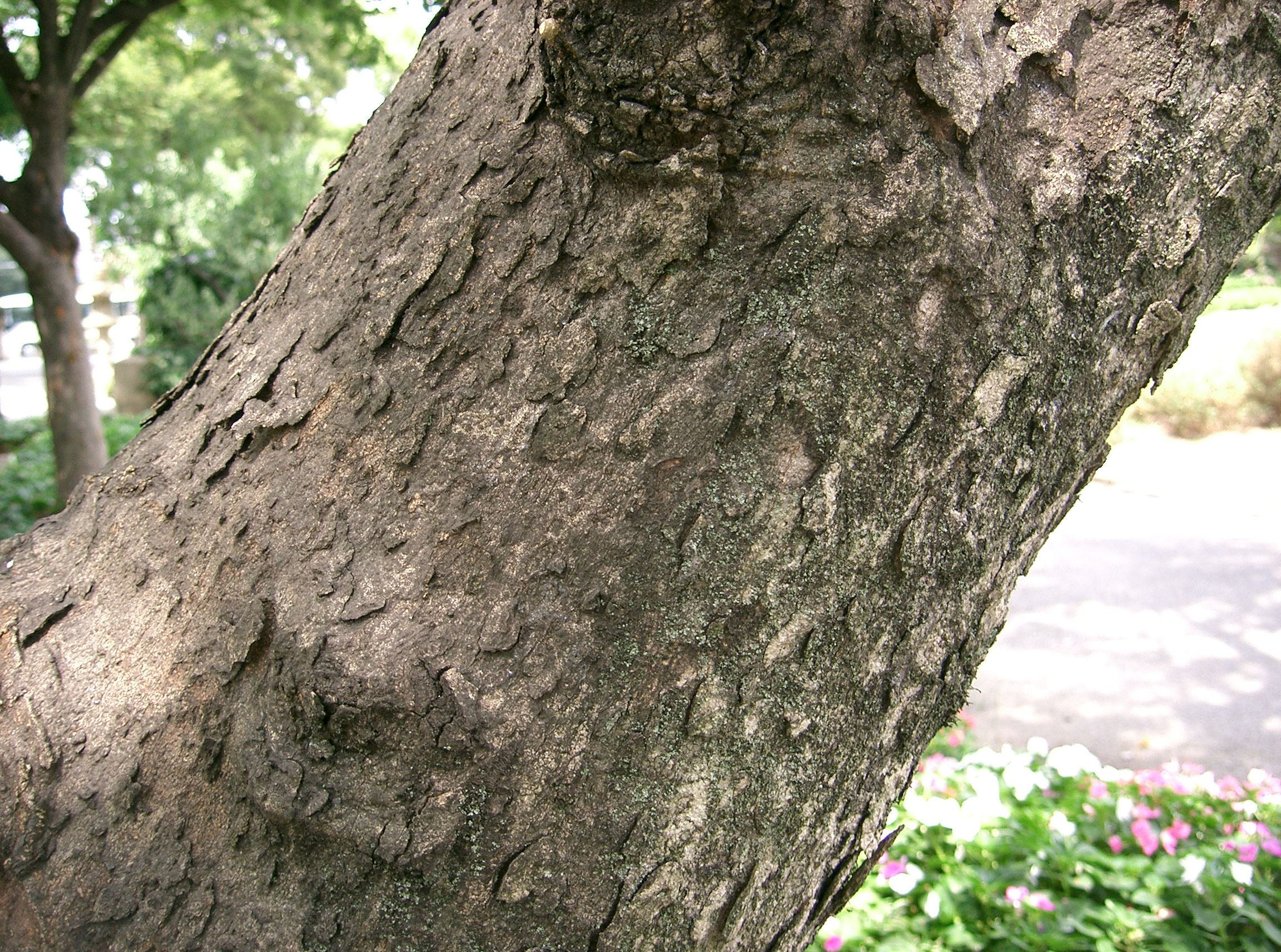
A mosódiófa törzse
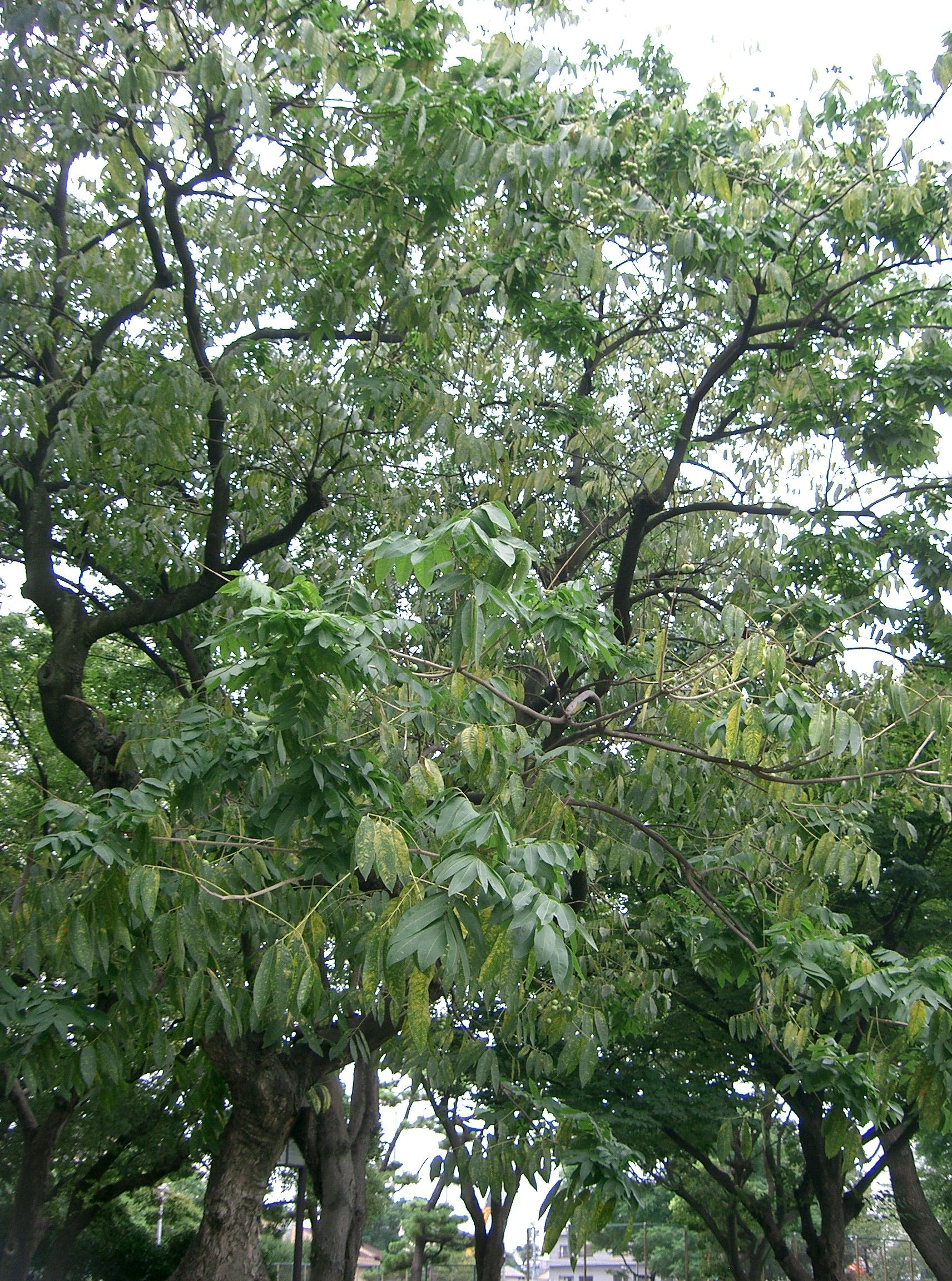
A mosódiófa lombkoronája